# Festung von Baku

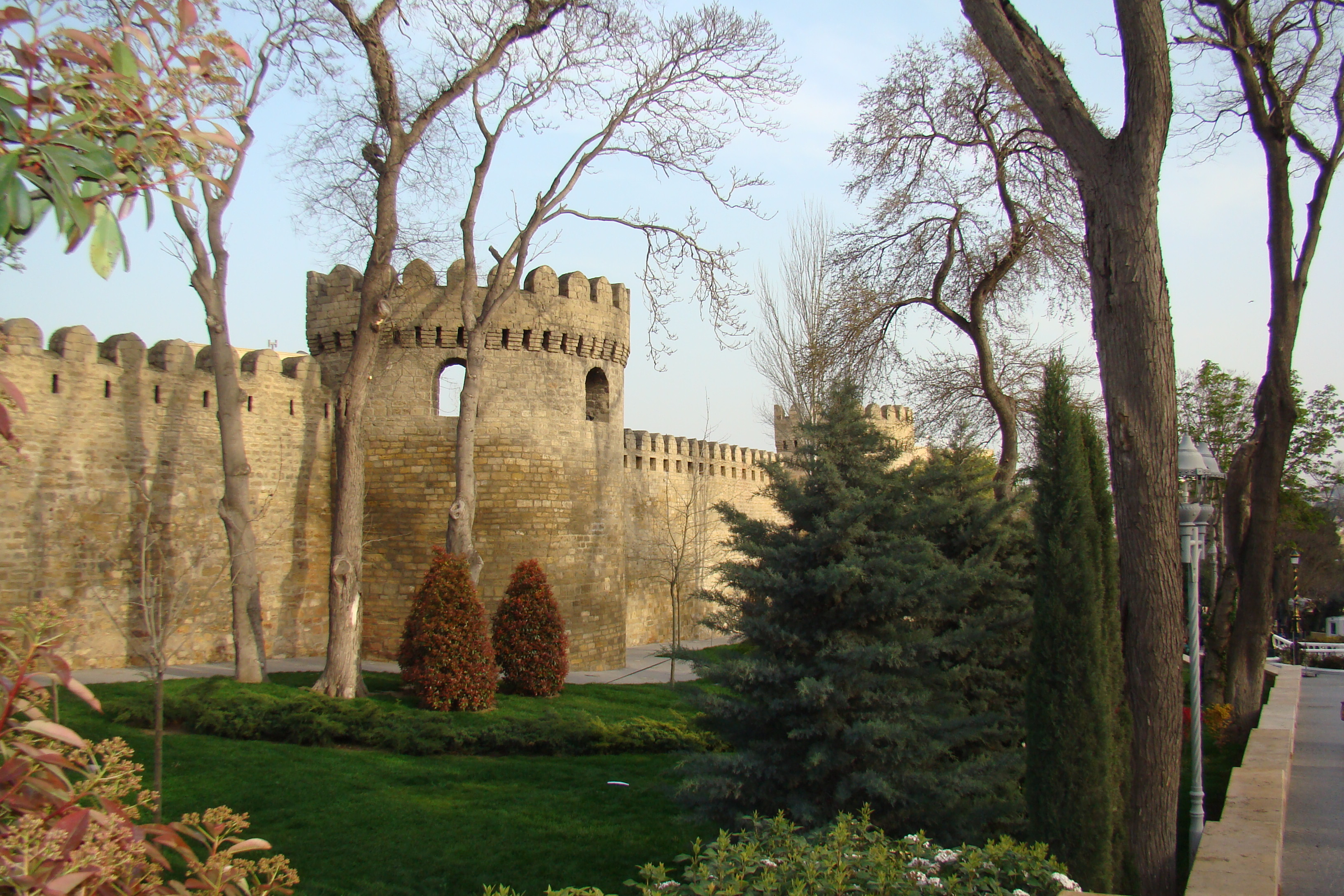
Blick vom Philharmonischen Garten auf die Festungsmauer von Baku

Die Festung von Baku (aserbaidschanisch: Bakı Qalası) ist ein mittelalterliches Bauwerk in Baku, der Hauptstadt von Aserbaidschan. Sie bildet die größte der Festungen auf der Halbinsel Abşeron. Die Festung besteht aus den umgebenden Mauern und Türmen der Innenstadt von Baku und wurde im Jahr 2000 von der UNESCO in die Liste des Weltkulturerbes aufgenommen. Sie wurde etwa 1138 bis 1139 im Auftrag des Schirwanschahs Manuchohr III (1120–1149) erbaut.
Nach den Abbildungen von Reisenden und Fotos aus dem 19. Jahrhundert bestand die Festung aus einer doppelten Mauer. Die zweite Festungsmauer wurde jedoch während der russischen Herrschaft in Aserbaidschan zerstört. Die erste Festungsmauer ist noch erhalten. Die Festung von Baku hat zwei Tore. Eines davon öffnete sich zum Kaspischen Meer und das andere zum Land. Die Stadtmauern hatten eine Höhe von 8 bis 12 Metern und eine Breite von 3,5 Metern. Im Mittelalter waren die Festungsmauern 1500 Meter lang, heute sind die Mauern 500 Meter lang.
Im nördlichen Teil der Festung befindet sich der Hauptturm – eine viereckige Burg. Diese Festung wird umgangssprachlich „Waffenkammer“ genannt. Die Besonderheit der Waffenkammer besteht darin, dass die Erbauer die Mauer verstärkt haben, indem sie sie in der Mitte der Festungsmauer und nicht in der Mitte der Stadt errichtet haben.

## Geschichte
Die heutige Altstadt von Baku war mehrmals die Hauptstadt des Staates Schirwanschah. Zum ersten Mal ab 1191, als Schirwanschah Akhsitan I. nach dem Erdbeben in Schamachi den Palast hierher umzog. Akhsitan I. baute die Verteidigungsanlagen auf der Halbinsel Apscheron aus und befestigte Baku. Das zweite Mal wurde Baku während der Herrschaft von Schirwanschah Ibrahim zur Hauptstadt. In den Jahren 1608 bis 1609 errichtete Zulfugar Khan die zweite Befestigungslinie, die 10 bis 12 Meter von den alten Festungsanlagen entfernt war.
Einigen Historikern zufolge war der Graben zwischen den Mauern mit Meerwasser gefüllt. Dieser Raum zwischen den Mauern wurde in der Regel für die Notverlegung von Truppen während der Belagerung genutzt. Der Graben wurde vor der Mauer ausgehoben, und zwischen den Mauern konnte sich ein Graben befinden, der mit Feuer gefüllt war. Es war ein sicherer Schutz für den Hafen und die hier einlaufenden Schiffe.

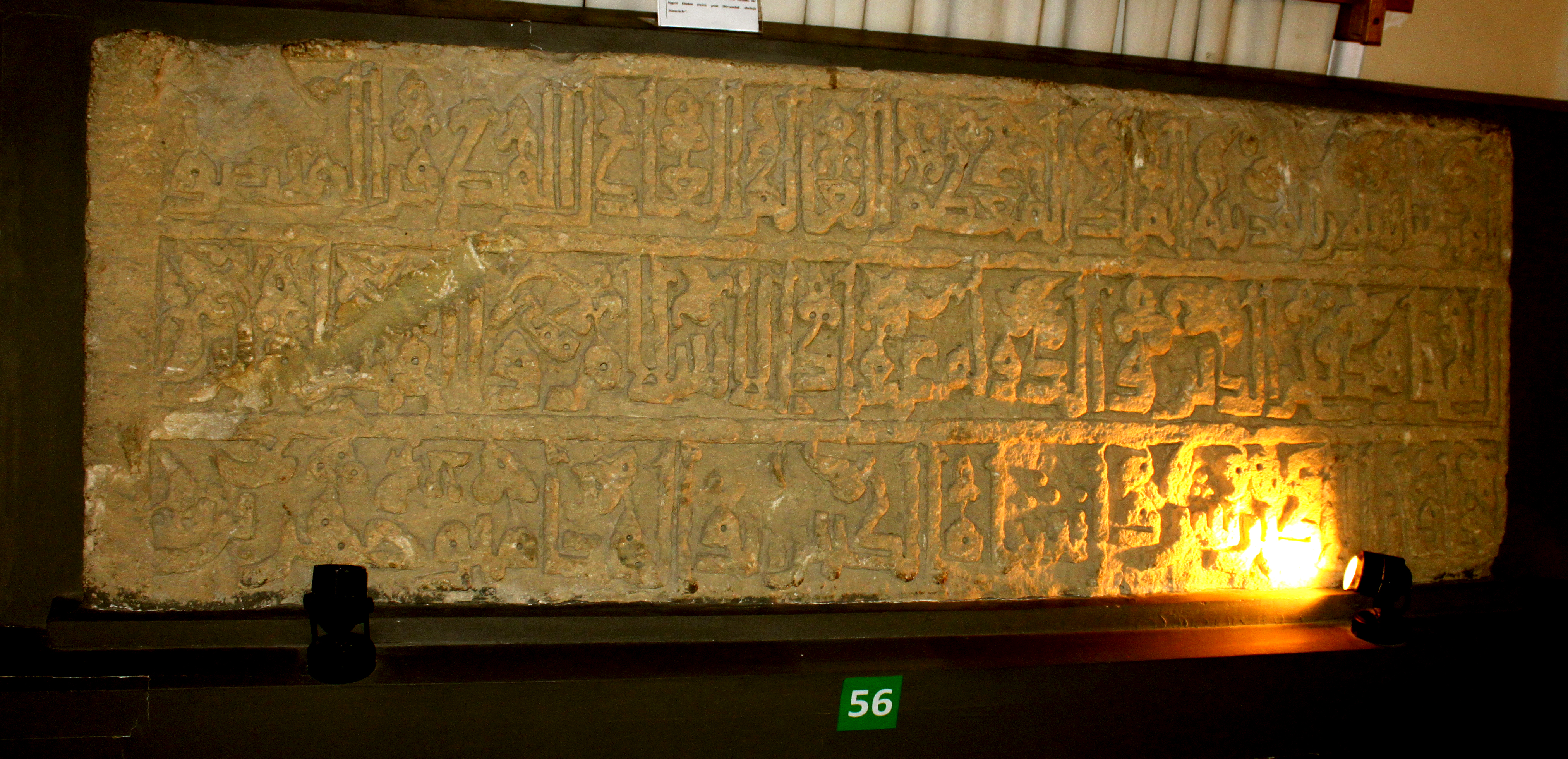
Baku Festung, Inschrift aus dem 12. Jahrhunderts in kufisch-arabischer Sprache:
„City Tower Gebäude wurde von prächtigen Melik, Wissenschaftler, fair, triumphierend, prosaisch, Mudschahed (Kämpfer), und der Staat der Religion, die Hochburg des Islam und der Muslime, die größte Khagan, die Shirvanshah Abulhija Manouchehr bin bestellt“. Gefunden im Jahr 1954. Museum für Geschichte von Aserbaidschan...

Im Jahr 1865 beantragte der russische Militärgouverneur, der Verwalter des zivilen Teils der Provinz Baku, Generalleutnant Michail Petrowitsch Koljubakin, beim Gouverneur des Kaukasus die Erlaubnis, die Stadtmauer zu zerstören, die die Stadt vom Meeresufer trennte. Zwischen dieser Mauer und dem Ufer blieb ein etwa 20 m breiter, mit Trümmern übersäter Landstreifen übrig. Um den Küstenbereich der Stadt zu verbessern, wurde auf Antrag des Gouverneurs Koljubakin die Festungsmauer am Meeresufer abgebrochen, der Streifen zwischen ihr und dem Ufer an die Bewohner verkauft und mit dem eingenommenen Geld, das sich auf 44.000 Rubel belief, die Küstenstraße von 25 Metern Breite aufgefüllt, die von der Steinmauer am Meer abgegrenzt war. Von der dem Meer zugewandten Festungsmauer blieben nur kleine Fragmente übrig und zwei wiederaufgebaute Karawansereien an der Straße. Khagigat Rzayeva (ehemals Varvarinskaya Street) – eine Straße, die sich an der Stelle der ehemaligen Festungsmauer befindet.
Im Jahr 1867 wurde die Festung Baku als militärische Festung durch höchstes Dekret abgeschafft und nicht mehr als Teil der militärischen Festungen aufgeführt, zusammen mit einigen anderen Festungen.
Der Militärgouverneur von Baku beantragte 1868 bei der Kaukasus-Militärbehörde den Abriss der Festung, um die Stadt als militärische Verteidigungsanlage zu renovieren. Im Jahr 1870 wurde die zweite Mauer der Festung zum Abriss freigegeben.
Der Abriss dieses Abschnitts der Festungsmauer wurde 1884 abgeschlossen und kostete die Stadt 3924 Rubel und 64 Kopeken.
Auf dem Gipfeltreffen 1886 wurde die Frage des Zustands der Festungsmauern erneut aufgeworfen, und es wurde beschlossen, dass das Tor des „Zulfugar-Khan-Tors“ an der Mauer der zweiten Burg neben dem Schah-Abbas-Tor an der Mauer der ersten Festung errichtet werden sollte.
Im Oktober 1910 teilte Oberst P. I. Martynov dem Bürgermeister der Stadt mit, dass es nach den geltenden Gesetzen strengstens verboten sei, die Überreste alter Festungen zu zerstören, und bot an, eine detaillierte Beschreibung aller Schäden an der Mauer für die Instandsetzung vorzulegen und zur Gewährleistung der öffentlichen Sicherheit vor einem möglichen Einsturz der Festungsmauer die erforderlichen Maßnahmen zu ergreifen.
Es gibt auch einen mythischen Beschützer der Festung von Baku. Die Legende besagt, dass die positive Aura des riesigen Stiers die Festung beschützte. Der Stier wurde von zwei großen Löwen verteidigt. Die Festung von Baku war Zeuge vieler historischer Ereignisse und hat den Staat Schirwanschah und die Hauptstadt des Khanats von Baku lange Zeit geschützt.

## Künstlerische Darstellung
Die Altstadt von Baku mit der Festungsmauer ist in den Werken vieler Künstler abgebildet. Denkmäler und Straßen der alten Stadt sind in den Werken von Engelbert Kaempfer, Aleksey Bogolyubov, Grigory Gagarin, Vasily Vereshchagin, Aleksandr Kuprin, Azim Azimzade, Tahir Salahov und anderen Künstlern zu sehen.
Der Grundriss der Altstadt findet sich auf der Rückseite der aserbaidschanischen Banknote zu 10 Manat wieder.